# Association pour le progrès des communications
L'Association pour le progrès des communications (APC) est un réseau international d'organisations fondé en 1990 pour fournir une infrastructure de communication, y compris des applications basées sur Internet, à des groupes et des personnes travaillant pour la paix, les droits de l'homme, la protection de l'environnement et la durabilité. Pionnier de l’utilisation des TIC par la société civile, en particulier dans les pays en développement, APC a souvent été le premier fournisseur d’Internet dans ses pays membres.   
L'Association pour le progrès des communications (APC) est un réseau mondial de militants sociaux qui utilisent Internet pour rendre le monde meilleur. APC est à la fois un réseau et une organisation. Les membres d'APC sont des groupes travaillant dans leurs propres pays pour faire avancer la même mission qu'APC. 
L'Association pour le progrès des communications compte plus de 59 membres, principalement en Asie, en Afrique et en Amérique latine, répartis sur cinq continents. C’est un défi et une force, car les membres se situent aux deux extrêmes du développement d’Internet (des membres de la Corée du Sud dotés d’une connectivité incroyable et des membres du Nigeria rural où ils doivent alimenter des ordinateurs à l'aide de batteries de voiture et de l'énergie solaire) et entre les deux. 

## Histoire

### Contexte et création
L'Association pour le progrès des communications (APC) a été fondée en 1990 par, : 
- Institut pour les communications mondiales (en) (IGC)), San Francisco, États-Unis ;
- GreenNet, Londres, Royaume-Uni ;
- IBASE, Rio de Janeiro, Brésil ;
- Nicarao, Managua, Nicaragua ;
- Pegasus Networks, Byron Bay, Australie ;
- Web Networks, Toronto, Canada ;
- Nordnet, Suède.

Les activistes travaillant avec une ONG de gestion de données parrainée par l’ONU (IDOC) créent un réseau d’organisations partageant les mêmes idées et travaillant avec l’information et les médias alternatifs. À ce stade, ils ont principalement communiqué par télécopie et courrier ordinaire. Les gens se déplaçaient physiquement pour transporter et partager des bases de données d'informations et de logiciels sur des disques. 
En 1988, au seuil de la création de l'Association pour le progrès des communications (APC), Mitra Ardron décrit la caractéristique centrale du futur utilisateur d’APC, ses opérations actuelles et l’historique des précédents APC : PeaceNet, EcoNet et GreenNet. Il exprime également un engagement commun envers la communication mondiale accessible à tous,. 

### Statut de l'ONU
La collaboration entre l'Association pour le progrès des communications (APC) et les Nations unies a débuté en 1992 en vue de la Conférence des Nations unies sur l'environnement et le développement (CNUED), plus connue sous le nom de Sommet de la Terre. APC étant le seul réseau international de communication de la société civile existant à cette époque, le secrétariat de la CNUED a publié ses informations lors des conférences APC. Ils n’avaient aucun autre moyen de diffuser des informations aussi économiquement et efficacement. (L’ONU elle-même a commencé à diffuser des informations par voie électronique de nombreuses années plus tard). Des liens de messagerie sont établis entre Cuba et les réseaux APC. Ils appellent les serveurs cubains trois fois par jour pour livrer et collecter leurs e-mails. 
La coopération se poursuit au fil des ans. Et l'Association pour le progrès des communications (APC) a reçu le statut consultatif auprès de l'ONU avec plusieurs rapports quadriennaux présentés au fil des ans,,. APC a également coopéré avec le Programme des Nations Unies pour le développement. APC participe activement aux initiatives des Nations unies telles que les objectifs du Millénaire pour le développement. Les études sur la violence à l'égard des femmes et les TIC dans dix pays et sur la manière dont une législation empêche ou aide les femmes ont été menées et publiées dans le cadre de la promotion de l'égalité des sexes et de l'autonomisation des femmes. 
Le programme d'appui au réseautage des femmes d'APC (APC - WNSP) a coordonné un réseau de femmes afin d'apporter une perspective des ONG à l'examen des Nations unies Beijing +5. Les déclarations officielles promeuvent les TIC comme moyen de renforcer la participation des ONG à l’élaboration de la politique mondiale des médias. Il donne également des recommandations pour la représentation des femmes, la prise de décision et la défense des droits dans l'industrie des médias. 

### Fin des années 1990
L'Association pour le progrès des communications (APC) a eu un impact significatif en Afrique, en Asie, en Europe centrale et orientale et dans les Caraïbes en fournissant aux organisations de la société civile des courriers électroniques et des informations électroniques via les passerelles Fidonet. Le protocole Fidonet a été utilisé parce qu’il s’agit d’une technique de stockage et de retransmission permettant aux utilisateurs de composer et de lire des courriers électroniques hors connexion, ce qui est très important dans les pays dotés de l’infrastructure de paiement (lignes téléphoniques, alimentation électrique et matériel). 
Les réseaux africains de l'Association pour le progrès des communications (APC), confrontés à la forte concurrence des fournisseurs commerciaux, ont organisé une réunion de développement de la stratégie pour l’Afrique du 8 au 11 février 1997 à Johannesbourg, en Afrique du Sud. La réunion a rassemblé 34 membres et réseaux de partenaires d’APC de toute l’Afrique. Les domaines de programme, le cadre et le plan d'action ainsi que le programme de promotion de la femme ont été discutés. Une déclaration puissante de la réunion a été publiée sous le nom de Communiqué de la Sainte-Famille d’African Electronic Communicators. 
Une menace légale à la liberté de l'information en ligne est venue de la société Biwater et a impliqué le membre de l'APC, LabourNet, en avril 1997. Treize membres d'APC ont reflété le contenu menacé sur différents serveurs. 

### 2000-2003
L’année 2000 a été un tournant pour l'Association pour le progrès des communications (APC). Le nouvel énoncé de vision rédigé par le Third World Institute (ITeM) à Piriapolis, en Uruguay, lors de la réunion du conseil de l'APC : « APC s'emploie à créer un monde dans lequel chaque personne dispose d'un accès facile, égal et abordable au potentiel créatif d'Internet améliorer leurs vies et créer des sociétés plus démocratiques et égalitaires. » 
En mai 2001, l'Association pour le progrès des communications (APC) et ses partenaires ont commencé à créer un portail rassemblant du matériel de formation sur les TIC au service du changement social. Ce portail, appelé Itrain Online, est un point de départ pour trouver les meilleures ressources de formation en informatique sur le Web pour le changement social et le développement. 
La première Charte des droits de l'Internet d'APC a été publiée en trois langues : anglais, français et espagnol. Les thèmes : accès à Internet pour tous, liberté d'expression et d'association, accès au savoir, création et apprentissage partagés, vie privée, gouvernance et droits ont été abordés. 
L'Association pour le progrès des communications (APC) a lancé le programme Genre, agriculture et développement rural dans la société de l'information (GenARDIS) en 2002. Ce projet a été lancé pour fournir de petites subventions aux initiatives agricoles des femmes. L'accès aux nouvelles technologies de l'information et de la communication a affecté les hommes et les femmes des zones rurales et a amélioré la production agricole. 
Le manuel sur les politiques en matière de TIC destiné aux débutants a été publié en 2003, avec un programme de formation en trois langues sur la politique en matière de TIC pour la société civile, qui comprend une section spéciale sur le plaidoyer en faveur de changements politiques positifs. 
APC a stimulé le dialogue multipartite dans le cadre du programme CATIA (Catalyser l'accès aux TIC en Afrique) et a formé 100 passionnés de technologie en Afrique à la mise en place de réseaux sans fil communautaires. 

### 2004-2008
Reprenez la technologie !, 16 jours d'activisme contre la violence sexiste (25 novembre — 10 décembre), ont débuté en 2006. Cette campagne utilise les technologies de l’information et de la communication pour mettre fin à la violence sexiste. 
L'Association pour le progrès des communications (APC) a rejoint le Forum sur la gouvernance de l’Internet pour la première fois en 2008. Une déclaration aux consultations ouvertes du FGI a été soumise avant la troisième réunion du FGI, qui soutient les réunions régionales du FGI et formule des suggestions sur les thèmes et le contenu de la réunion à Hyderabad. 
La première édition de Global Information Society Watch a été publiée. Elle était axée sur la participation des citoyens aux processus de politique des TIC à la suite du Sommet mondial sur la société de l'information. Ces rapports sont accessibles annuellement et sont une initiative conjointe de l’Institut Humaniste pour la Coopération au Développement Hivos. 
Les autres activités comprenaient la reproduction de la formation sans fil communautaire mise au point en Afrique en Amérique latine et dans les Caraïbes, la formation d’un réseau de dix-huit pays reliant les communautés autochtones, les backwaters ruraux et des cours de réseautage universitaire impulsifs le premier échange de technologies féministe, la formation de 680 organisations de la technologie pour le changement social et politique des TIC 2004-2008, l'organisation d' une conférence de presse en Tunisie pour faire face la suppression du gouvernement hôte de la liberté d'expression à la suite du deuxième Sommet mondial sur la société de l'information lancement GenderIT.org. 

### Plan stratégique et progrès 2009–2012
Les priorités de l'Association pour le progrès des communications (APC) pour la période 2009-2012 étaient les suivantes : plaidoyer pour un internet abordable pour tous, mettre la technologie au service de l'environnement, utiliser les techniques émergentes pour le changement social, créer un espace en ligne ouvert, sécuriser et défendre les droits de l'internet et améliorer la gouvernance d'Internet et d'autres. 
Le plan stratégique a été réalisé par : 
- lancement du projet Droits de l'homme et droits de l'homme[28] ;
- commencer des recherches sur les expériences vécues par les femmes autour d'Internet et de la sexualité[29] ;
- édition Global Information Society Watch : 2010 a abordé les questions pressantes des TIC et le changement climatique et les déchets électroniques, une édition dédiée à la défense des droits de l'homme et des droits des femmes travailleurs travaillant en ligne, GISWatch 2012 axée sur l'Internet et la corruption[30], comme ainsi que deux mises à jour de GISWatch 2011 : Update 1[31] et Update II[32] ;
- concevoir un manuel intitulé « Communiquer sur la recherche d'influence : Stratégies et défis pour amener le changement » sur la base de leurs réussites et des difficultés à communiquer une recherche d'influence[33] ;
- élaborer un guide pratique sur l'informatique durable. Il offre une introduction détaillée et pratique à la réflexion globale sur l'informatique durable. en commençant par les choix que vous faites lors de l'achat de techniques, en passant par les logiciels et les périphériques que vous utilisez, comment vous stockez et travaillez avec les informations, gérez votre sécurité, économisez de l'énergie, et maintenez et mettez votre ancien matériel au rebut[34].

Le gouvernement dominicain a choisi la méthode d'évaluation par le genre d'APC comme outil pour concevoir et évaluer leurs politiques en matière de TIC. 
La onzième réunion en personne du conseil de l'APC s'est tenue sur l'île de Panglao aux Philippines, à l'invitation de la Foundation for Media Alternatives. Plus d'une centaine d'activistes de la communication participent également à un forum de réseautage et d'apprentissage afin d'élaborer une stratégie pour un Internet ouvert, équitable et durable.

### Plan stratégique et progrès 2013-2016
Le deuxième plan stratégique a été publié, définissant cinq priorités pour 2013-2016 : sécuriser et défendre l'accès et les droits à Internet, promouvoir la bonne gouvernance de l'internet, renforcer l'utilisation et le développement de techniques transformatrices, mettre fin à la violence basée sur la technique à l'égard des femmes et des filles et renforcer les réseaux communautaires d'APC. 
La réalisation de ce plan comprenait les éléments suivants : 
- Global Information Society Watch a été publié sur les droits de communication dix ans après le Sommet mondial sur la société de l'information (SMSI)[38] ;
- APC a co-organisé les deuxième (2014) et troisième (2015) éditions de l'École africaine de la gouvernance de l'Internet, réunissant des diplômés de plus de 15 pays africains[39].

## Structure
L'Association pour le progrès des communications (APC) est régi par un conseil d'administration composé d'un directeur exécutif, d'un président, d'un vice-président, d'un trésorier et de tout autre responsable élu par le conseil d'APC. L’administrateur est un ancien membre du conseil d’administration et tous les autres dirigeants sont élus pour un mandat de trois ans lors de la réunion du conseil d’APC. Le conseil est composé des deux représentants de chaque organisation membre et constitue un organe directeur secondaire qui se réunit tous les trois ans. En outre, en élisant les membres du conseil d’administration, il définit également des priorités stratégiques. 
Le conseil d'administration (2014-2016) de l'Association pour le progrès des communications a été élu à Barcelone : 
- Julián Casabuenas, Colnodo, Colombie (président) ;
- Valentina Pelizzer, OWPSEE, Bosnie-Herzégovine (vice-présidente) ;
- Liz Probert, GreenNet, Royaume-Uni (secrétaire) ;
- Osama Manzar, Fondation Digital Empowerment, Inde (trésorier) ;
- John Dada, Fondation Fantsuam, Nigéria ;
- Lillian Nalwoga, CIPESA, Ouganda ;
- Chim Manavy, Open Institute, Cambodge ;
- Anriette Esterhuysen, APC, Afrique du Sud.

## Adhésion

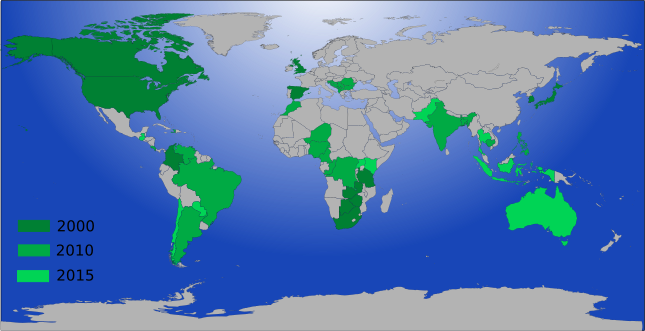
Membres de l'Association for Progressive Communications

### Amérique du Nord
- Réseau alternatif, d'action et de communication pour le développement international, Canada
- Institute for Global Communications (IGC), États-Unis
- LaborNet, États-Unis d'Amérique
- LaNeta, Mexique
- Web Networks, Canada
- May First / People Link, États-Unis

### Amérique latine et les Caraïbes
- CEPES, Pérou
- Colnodo, Colombie
- Fondation Escuela Latinoamericana de Redes (EsLaRed), Venezuela
- Institut del Tercer Mundo (ITeM), Uruguay
- Nodo Tau, Argentine
- RITS (Réseau d'information pour le tiers secteur), Brésil
- Association Réseaux & Développement - FUNREDES, République Dominicaine
- Wamani, Argentine
- Núcleo de Pesquisas, Estudos e Formação (Nupef), Brésil
- ONG Derechos Digitales, Chili
- Sulá Batsú, Costa Rica
- Asociación Trinidad Comunicación, Cultura et Desarrollo, Paraguay

### Europe
- Réseau d'information BlueLink, Bulgarie
- Computer Aid International, Royaume-Uni
- GreenNet, Royaume Uni
- Araignée verte, Hongrie
- Fondation Metamorphosis, Macédoine
- OWPSEE, Bosnie-Herzégovine
- Pangea.org, Espagne
- StrawberryNet, Roumanie
- ZaMirNet, Croatie

### Afrique
- ArabDev, Égypte
- Fondation Fantsuam, Nigeria
- Réseau d'information sur les terres arides (en Afrique de l'Est), Kenya
- Community Education Computer Society (CECS), Afrique du Sud
- SANGONeT, Afrique du Sud
- Ungana-Afrika, Afrique du Sud
- Women'sNet, Afrique du Sud
- WOUGNET - Réseau des femmes ougandaises, Ouganda
- AZUR Développement, République du Congo
- Réseau d'action des TIC du Kenya (KICTANet), Kenya
- Collaboration sur les politiques internationales en matière de TIC pour l'Afrique orientale et australe, Ouganda

### Asie-Pacifique
- Bytes for All.org, Asie du Sud
- EngageMedia, Australie, Indonésie
- Fondation pour les médias alternatifs (FMA), Philippines
- JCA-NET, Japon
- JCafe, Japon
- Centre de réseau progressif coréen (Jinbonet), Corée du Sud
- Institut ouverte du Cambodge, Cambodge
- WomensHub, Philippines
- Société d'éducation pour l'amitié au Bangladesh - Bangladesh
- Voix pour le choix interactif et l'autonomisation, Bangladesh
- Fondation pour l'autonomisation numérique, Inde
- Société pour la promotion de l'informatique alternative et de l'emploi (SPACE), Inde

## Actions

### Méthode d'évaluation par le genre (GEM)
La méthode d'évaluation par le genre (GEM) est une méthode d'évaluation qui intègre une analyse de genre dans les évaluations d'initiatives utilisant les technologies de l'information et de la communication (TIC) pour le changement social. Il s’agit d’un outil d’évaluation permettant de déterminer si les TIC améliorent ou détériorent réellement la vie des femmes et les relations entre les hommes et les femmes, ainsi que de promouvoir un changement positif aux niveaux individuel, institutionnel, communautaire et plus général. Il a été développé pour la première fois en 2002 et a été essayé et testé par trente organisations communautaires. Depuis lors, des centaines de personnes se sont impliquées dans le développement de GEM, y compris des personnes qui ont développé l'outil, qui ont appris à utiliser GEM, qui l'adaptent pour améliorer son applicabilité aux projets ICT4D en milieu rural, aux télécentres, à la localisation de logiciels et à la défense des droits des TIC offre maintenant des évaluations GEM sur une base de conseil. Le manuel GEM a été rédigé en anglais et traduit en français, espagnol, portugais brésilien et arabe). GEM a été développé par le Programme pour les droits des femmes d’APC (APC WRP). 

### Veille mondiale sur la société de l'information
Global Information Society Watch est un rapport annuel coproduit par APC et Hivos, une organisation néerlandaise pour le développement, qui examine les progrès accomplis dans la création d’une société de l’information inclusive dans le monde entier (en particulier dans la mise en œuvre des objectifs du Sommet mondial sur la société de l’information ). débat critique et renforce la mise en réseau et le plaidoyer en faveur d’une société de l’information juste et inclusive. Les rapports de pays sont faciles à lire et offrent un aperçu rapide de la situation d’un pays. Les contributeurs proviennent principalement d'organisations de la société civile actives dans le domaine des TIC dans leurs pays. Les thèmes abordés comprennent l'environnement et les TIC, les droits de l'homme, Internet et l'infrastructure Internet. Il existe un site Web sur les livres Giswatch. 

#### Editions GISWatch par année
- GISWatch 2018 - Réseaux communautaires ;
- GISWatch 2017 - Initiatives du forum national et régional sur la gouvernance de l'Internet (NRI) ;
- Numéro spécial GISWatch 2017 - La gouvernance de l'Internet à la limite - Les IGF nationaux et régionaux dans leurs propres mots ;
- Numéro spécial GISWatch 2017 - Inébranlable - Une étude sur les lois criminalisant l'expression en ligne en Asie ;
- GISWatch 2016 - Droits économiques, sociaux et culturels et Internet ;
- GISWatch 2015 - Droits sexuels et Internet ;
- GISWatch 2014 - La surveillance des communications à l'ère numérique ;
- GISWatch 2013 - Droits des femmes, genre et TIC ;
- GISWatch 2012 - Internet et la corruption ;
- GISWatch 2011 - Droits sur Internet et démocratisation ;
- GISWatch 2010 - Les TIC et la durabilité de l'environnement ;
- GISWatch 2009 - Accès à l'information et au savoir en ligne ;
- GISWatch 2008 - Accès à l'infrastructure ;
- GISWatch 2007 - Participation.

### ActionApps
ActionApps offre une solution peu coûteuse de partage de contenu qui augmente la fonctionnalité des sites Web à but non lucratif et des ONG, et facilite la création de sites de portails afin d'améliorer la visibilité des informations de la société civile. Ils sont pilotés par des logiciels libres. Les ActionApps ont d'abord été développés par APC et diffusés dans la communauté des logiciels libres et à source ouverte. Le développement se poursuit fortement en Amérique du Sud. 

## Évaluations, récompenses et critiques

### FLOSS
APC décerne le prix Chris Nicol logiciels libres / libres (libre ou libre) (logiciel libre ou libre). Les critères et les gagnants 2014 et 2007 sont publiés. 

### Récompenses aux personnalités

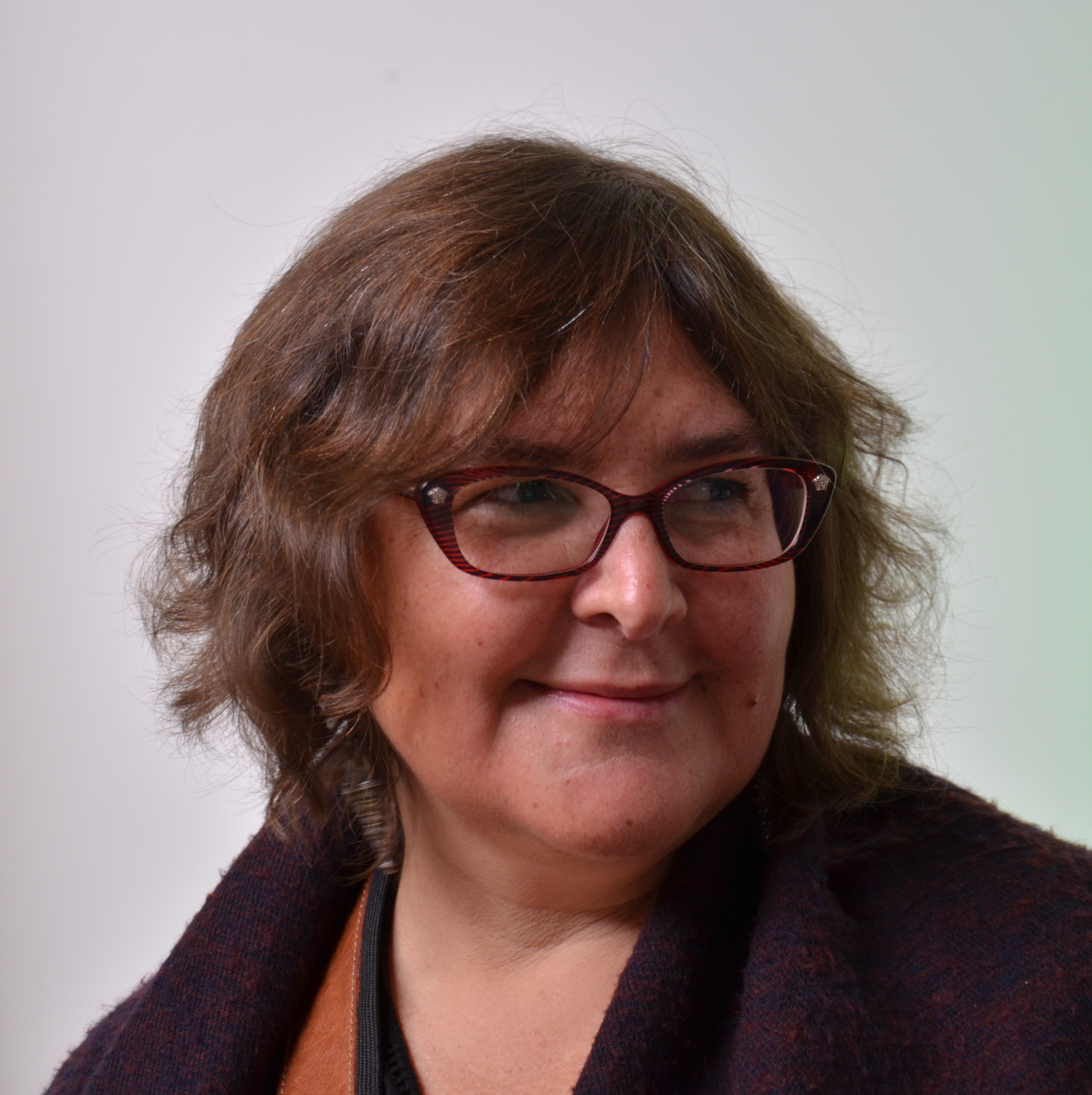
Anriette Esterhuysen au Stockholm Internet Forum 2014

- Karen Banks et le programme APC Women's Networking Support reçoivent le prix Anita Borg pour l'impact social (2004)[47].
- Valeria Betancourt, responsable du programme des politiques d'information et de communication, remporte le prix de réalisation exceptionnelle de LACNIC, récompensant les leaders de l'Internet dans la région de l'ALC[48] .
- La directrice générale d'APC, Anriette Esterhuysen, et la directrice financière, Karen Banks, sont intronisées au temple de la renommée de l'ISOC sur Internet (2013)[49] .
- Anriette Esterhuysen, directrice générale d'APC, et APC ont reçu le prix Pioneer Award 2015 de la Electronic Frontier Foundation[50].

### Prix pour les programmes
- GISWatch remporte le prix du projet SMSI de l'UIT[51] .
- Reprenez la technologie! (Afrique du Sud) a remporté le prix GEM 2014 dans la catégorie 6 : efforts visant à réduire les menaces en ligne et à renforcer la confiance et la sécurité des femmes dans l'utilisation des TIC[52] .

### Attaque DDoS 2013
À compter de 10 h 15, le jeudi 1er août 2013, GreenNet et, par conséquent, APC, ont subi une vaste attaque par déni de service distribué. L'attaque a ensuite été décrite comme une « attaque par réflexion DNS », également appelée attaque par usurpation d'identité. Plusieurs sources ont lié l'attaque aux élections au Zimbabwe, tenues la veille. Les services de GreenNet n'étaient à nouveau pleinement opérationnels que le jeudi 7 août à 10 h 30. Le 9 août, il y a eu une deuxième attaque qui, tout en affectant certains systèmes, a permis à GreenNet de découvrir le site ciblé. En octobre 2013, la cible a été révélée être le site du journaliste d'investigation britannique Andrew Jennings. 